# Dysschema tristis
Dysschema tristis là một loài bướm đêm thuộc phân họ Arctiinae, họ Erebidae.